# 热尔杰夫卡

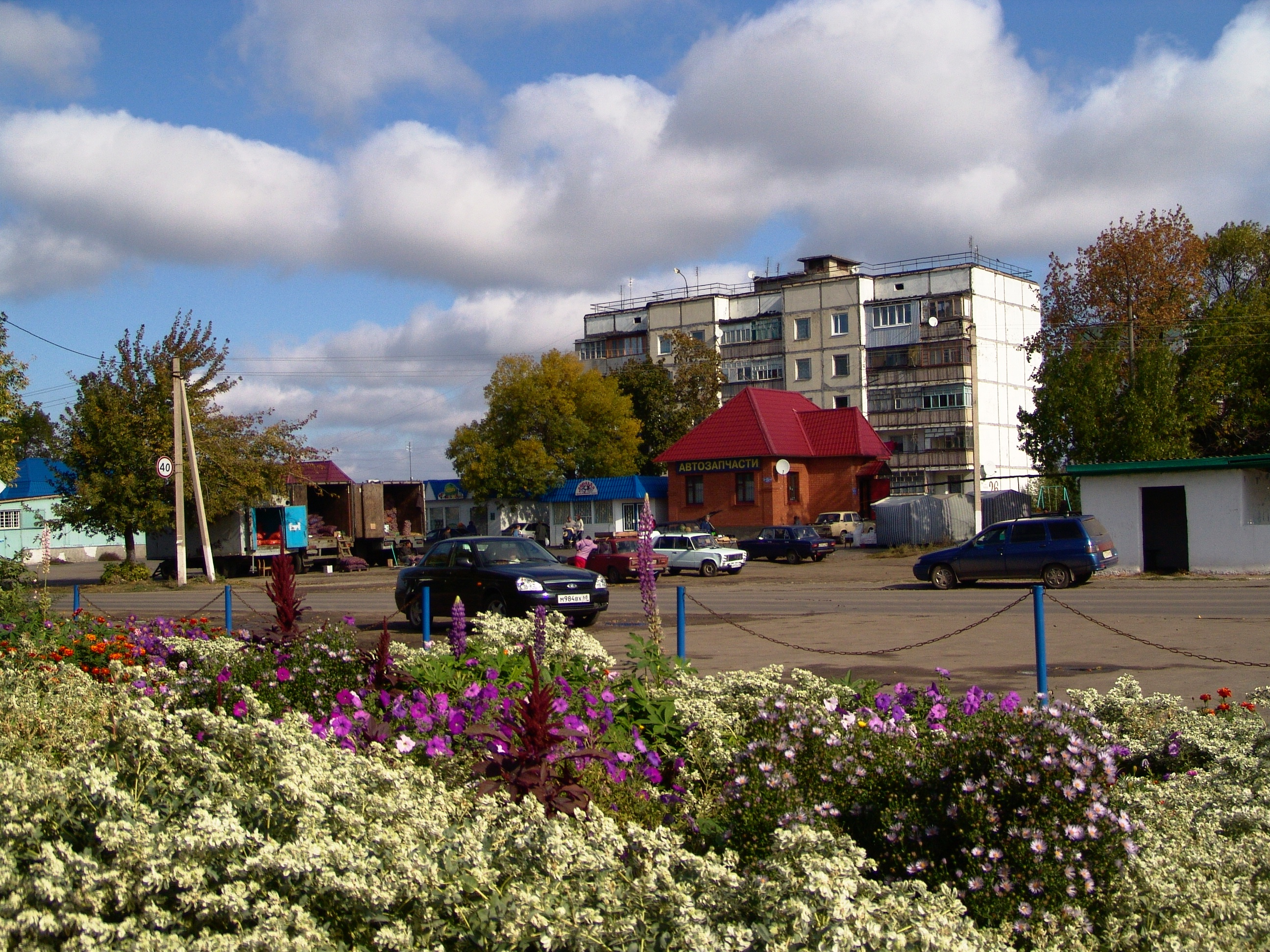

热尔杰夫卡是俄罗斯坦波夫州的一个镇，距离州首府坦波夫约130公里，人口16,557人（2002年）。
热尔杰夫卡于1954年在一个火车站的基础上发展而来。